# Fanny Hill
Fanny Hill (Originaltitel Memoirs of a Woman of Pleasure) er en roman fra 1748 af John Cleland mens forfatteren sad i gældsfængsel i London. Den regnes som den første moderne erotiske roman på engelsk.

## Handling
Romanen er et brev fra den ældre Fanny til en anonym veninde. Hun fortæller, hvordan hun på grund af fattigdom var tvunget til at forlade sin hjemby. En kvinde på besøg i byen hjalp hende med at komme til London og skaffede hende arbejde som tjenestepige. Arbejdspladsen var et bordel. Inden hun mistede sin uskyld flygtede hun med en kunde, Charles, som hun havde forelsket sig i. Efter flere måneder sammen blev han uventet sendt ud af landet af sin far. Fanny indfangedes på ny af en rufferske og fik en række elskere. Til sidst mødte hun Charles igen, og de blev gift.

## Udgivelser
Romanen blev udgivet i to dele: 21. november 1748 og februar 1749. I begyndelsen kom ingen reaktioner på bogen fra staten. Det var først i november 1749, et år efter udgivelsen af første del, at Cleland og hans forlægger blev anholdt og anklaget for at "forlede kongens undersåtter". I retten undsagde Cleland romanen, og den blev officielt trukket tilbage. Men bogens popularitet voksede, og der udkom flere piratudgaver. En del af dem havde forskellige ændringer og tilføjelser. Blandt andet var der en version med en tilføjet episode, som skildrede homoseksuel sex mellem mænd – hvad Fanny ser gennem en sprække i væggen. Cleland udgav en censureret version i marts 1750, men blev også tiltalt for den. Denne tiltale blev dog frafaldet. Nogle historikere som John H. Plumb mener, at tiltalen skyldtes piratudgaven med homoseksualitet.
Det skete først i 1963, tre år efter at Lady Chatterleys Elsker var blevet frikendt for ulovlig obskønitet.
Politiet havde et par dage inden udgivelsesdagen set Fanny Hill i udstillingsvinduet i Ralph Golds butik Magic Shop på Tottenham Court Road i London. To betjente fra sædelighedspolitiet besøgte forlaget Mayflower Books og forhørte forlæggeren, Gareth Powell, og beslaglagde de fem eksemplarer af bogen som forlaget havde hjemme. Da havde Mayflower allerede distribueret 82.000 eksemplarer. En retssag indledtes februar 1964. Tiltalt var butiksindehaveren Gold, som fik støtte af Mayflower. Forsvaret hævdede, at Fanny Hill var en historisk bog, og at det var en glad hyldest til normal ikke-pervers sex – snarere fræk end pornografisk. Anklageren lagde vægt på en piskescene i bogen og vandt sagen. Mayflower undlod at anke dommen. Men sagen havde synliggjort den voksende kløft mellem lovene og den sociale virkelighed i 1960'ernes Storbritannien. Det bidrog til en ændring i opinionen, så da der udkom en ucensureret version i 1970, skete der intet.
En tilsvarende ændring skete i Danmark, og Fanny Hill udkom relativt gnidningsløst*.

## Filmversioner
- Fanny Hill (USA/Vesttyskland, 1964), medvirkende Letícia Román, Miriam Hopkins, Ulli Lommel, Chris Howland; instruktør Russ Meyer, Albert Zugsmith
- Fanny Hill (Sverige, 1968), medvirkende Diana Kjær, Hans Ernback, Keve Hjelm, Oscar Ljung; instruktør Mac Ahlberg
- Fanny Hill (Vesttyskland/Storbritannien, 1983), medvirkende Lisa Foster, Oliver Reed, Wilfrid Hyde-White, Shelley Winters; instruktør Gerry O'Hara
- Paprika (Italien, 1991), medvirkende Deborah Caprioglio, Stéphane Bonnet, Stéphane Ferrara, Luigi Laezza, Rossana Gavinel, Martine Brochard, John Steiner; instruktør Tinto Brass.
- Fanny Hill (USA, 1995), instruktør Valentine Palmer.
- Fanny Hill (2007), skrevet af Andrew Davies for BBC, medvirkende Rebecca Night.

## Eksterne links
- Wikimedia Commons har flere filer relateret til Fanny Hill

- Fanny Hill: Memoirs of a Woman of Pleasure, frit tilgængelig på Project Gutenberg